# Garudimimus
Garudimimus (doslovně „napodobitel Garudy“) byl rod teropodního dinosaura z kladu Ornithomimosauria a čeledi Deinocheiridae, žijícího v období pozdní křídy (asi před 90 milióny let) na území dnešního Mongolska (souvrství Bajan Šireh). Formálně byl popsán roku 1981 mongolským poaleontologem Rinčengínem Barsboldem.

## Popis
Garudimimus byl pravděpodobně všežravý, asi 2,5 m dlouhý a 30 kg vážící pštrosovitý dinosaurus (ornitomimosaur). Podle jiných odhadů dosahoval tento dinosaurus délky asi 4 metrů. Stehenní kost tohoto menšího teropoda měří na délku 37 cm, kost holenní 39 cm, kost lýtková 36 cm a lebka 25 cm. Typový exemplář nese označení GI 100/13.
Oproti pozdějším, vývojově vyspělejším pštrosovitým dinosaurům nebyl tak dobře vybaven pro rychlý běh (měl relativně kratší zadní končetiny a celkově byl robustnější). Také svalovina nohou byla zřejmě hůře vyvinutá. Hlava byla zakončena zahnutějším čenichem, než jaký nacházíme u jiných zástupců skupiny, a oči byly také relativně větší. Nohy měly čtyři hlavní prsty a jeden zakrnělý prst po straně, u pozdějších zástupců už byly jen tři. Dříve se objevoval názor, že tento dinosaurus měl na hlavě výrazný roh. Později se však zjistilo, že šlo pouze o vytrčenou lebeční kost.
Dokázal pravděpodobně rychle běhat (i když ne tak rychle, jako někteří jeho vzdálenější příbuzní (např. rody Ornithomimus a Struthiomimus), kteří mohli dosáhnout rychlosti v běhu až kolem 70 km/h).